# Кожиль (деревня)
Ко́жиль (удм. Нюр) — деревня в Глазовском районе Удмуртии. Административный центр Кожильского сельского поселения.

## География
Деревня расположена на высоте 169 м над уровнем моря.

### Часовой пояс
Деревня Кожиль как и вся Удмуртия, находится в часовой зоне МСК+1. Смещение применяемого времени относительно UTC составляет +4:00.

## Население
| 2010 | 2011 | 2012 |
| ---- | ---- | ---- |
| 841  | ↗923 | ↘858 |

## Улицы
| - ул. Гагарина, - пер. Зелёный, - ул. Кировская, - пер. Магистральный, - ул. Молодёжная, | - ул. Подлесная, - ул. Пушкина, - ул. Студенческая, - ул. Сянинская, - ул. Трефилова. |

## Инфраструктура
В деревне действуют средняя школа, детский сад, дом культуры и фельдшерско-акушерский пункт.